# Claes Jansz. Wytmans
Claes Jansz. Wytmans, ook Nicolaes Weydtmans en diverse andere naamsvarianten, ('s-Hertogenbosch, circa 1570 - Rotterdam, begraven 9 oktober 1642) was een Nederlandse prentkunstenaar,  tekenaar, glazenier, tegelbakker (porseleinfabrikant).

## Biografische aantekeningen
De waarschijnlijk omstreeks 1570 in 's-Hertogenbosch geboren Wytmans trouwde in 1603 in Wageningen. Hij is werkzaam als beeldend kunstenaar in of ten behoeve van diverse steden onder andere 's-Hertogenbosch, Gorinchem, Rotterdam, Utrecht en Gouda. In 1601 maakte hij in opdracht van de stad Rotterdam een gebrandschilderd glas voor de Goudse Sint-Janskerk. Het betreft de voorstelling van "Jezus en de overspelige vrouw". Aan de vervaardiging van dit glas werkten ook twee van zijn leerlingen mee, Frans Adriaensz. en David Fransz. Nadat het werk is afgerond worden Wytmans en Adriaensz. onthaald door de burgemeesters van Gouda. Zij ontvangen dertig gulden, maar moeten wel het carton (de werktekening) inleveren. In 1612 maakte hij een gebrandschilderd glas voor de kerk van Haastrecht.
Wytmans was niet alleen beeldend kunstenaar, maar ook fabrikant van porselein. Hij kreeg verschillende malen octrooi van de Staten-Generaal verleend voor de vervaardiging van porselein en porseleinimitaties in de Verenigde Nederlanden. In 1614 vestigde hij een bedrijf aan de Glashaven in Rotterdam voor het maken van huis- en vensterglas, later werd dit bedrijf uitgebreid met een porseleinbakkerij. Het glasbedrijf werd al vrij snel overgenomen door ene Lambrecht de Hooch. Wytmans legde zich toe op de tegelfabricage aan de Rotterdamse Wijnstraat. Ook zijn zonen Jan, Jacob en Carel Wytmans werden evenals hun vader tegelbakker.
Wytmans werd op 9 oktober 1642 in Rotterdam begraven. Bij zijn overlijden werd hij aangeduid als tegelbakker in de Wijnstraat aldaar.
- Biografisch Portaal: 33133698
- Gemeinsame Normdatei: 1043067302
- RKD-Nederlands Instituut voor Kunstgeschiedenis: 83966
- Virtual International Authority File: 305320051